# Brunettia jefliensis
Brunettia jefliensis är en tvåvingeart som beskrevs av Quate 1967. Brunettia jefliensis ingår i släktet Brunettia och familjen fjärilsmyggor. Inga underarter finns listade i Catalogue of Life.